# Commerce au long cours
L’histoire du Commerce au long-cours est fort longue. Comme le dit le contre-amiral François Bellec, « Le commerce maritime est au moins aussi vieux que les caravanes ».
Le commerce au long cours[Quoi ?] se trouve être à l'origine ou avoir accompagné des mutations sinon des mouvements historiques, démographiques, économiques et sociaux importants. Le présent article vise à décrire l'essentiel de la chronologie en la matière.

## Les précurseurs

### En Mer Rouge
Sous Sahourê, pharaon de la Ve dynastie, une expédition maritime rejoint le légendaire et mystérieux Royaume de Pount, situé « quelque part, au-delà de la Mer Rouge » : ce haut fait fut gravé dans sa chambre funéraire, mais n'eut pas de suite concrète.
Vers 1471 av. J.-C., sous la dynastie d'Hatshepsout, une seconde expédition brave les conditions difficiles de navigation en Mer rouge, passe le détroit de Bab-El-Mandeb, et poursuit dans le golfe d'Aden à l'Est vers les côtes de l'actuel Yémen ou vers le sud, au-delà de la corne de l'Afrique. La destination réelle du périple ne nous est pas connue. Mais le fait est que les Égyptiens vont commercer avec les riverains de ces côtes pour ramener dans leur pays les aromates utiles aux temples pour leur cérémonies et nécessaires aux opérations d'embaumement de leurs morts (soit l'encens, la myrrhe et autres résines odorantes).

### En Méditerranée
La Méditerranée, avec son littoral découpé et ses mers intérieures (mer Adriatique, mer Tyrrhénienne, mer Égée, mer Ionienne), se prête au cabotage : les navires progressent à vue, le long des côtes, selon des étapes journalières de 700 stades (120 km environ), en reliant les nombreux ports existants. À la saison navigable, soit du milieu du printemps jusqu'au début de l'Automne, vont se mêler des produits méditerranéens et asiatiques (en provenance d'Arabie, de Perse et du Turkestan, voire de pays plus lointains, situés aux confins du monde connu).
Selon la tradition, Japhet, fils de Noé aurait fondé Yaffo (Jaffa) après le déluge.
Yakko (devenue plus tard Saint-Jean-d'Acre) est connue du pharaon égyptien Thoutmosis III, mille ans av. J.-C.
Les ports de Sidon et de Tyr font l'admiration de l'historien Strabon qui décrit « des maisons plus hautes que celles de Rome, et des manufactures où l'on broie le murex pour obtenir la couleur pourpre ».
Carthage (Qart Hadash, « la ville neuve ») est fondée en 814 av. J.-C. : son port de guerre circulaire d'un kilomètre de circonférence peut abriter 120 galères dans autant de cales couvertes.
Apollonie de Cyrène, sur la côte libyenne, entre Tobrouk et Benghazi, exporte des céréales, des chevaux et des résines aromatiques.
Leptis Magna est un autre port de la côte libyenne, étendu sur 10 ha avec ses quais longs d'un kilomètre.

### Vers l'océan ténébreux
Vers 330 av. J.-C., Pythéas part de Massilia (Marseille), passe le détroit de Gibraltar et affronte dans l'Atlantique le phénomène nouveau des marées en direction de la Grande Bretagne.
Malgré ces difficultés, les routes maritimes commerciales ou militaires se développent le long du littoral atlantique.
En direction du Sud, les colonnes d'Hercule, réputées non fréquentables et infranchissables, limitent les mouvements aux côtes marocaines et, point extrême, aux Îles Canaries.

### Vers les Indes
Alexandre s'était avancé en 330 av. J.-C. par voie terrestre jusqu'en Afghanistan.
Sous la conduite probable de pilotes indiens, capables de maîtriser les conditions climatiques de la mousson, la navigation s'étend au IIe siècle jusqu'au port africain de Rhapta (au sud de Zanzibar).
Strabon indique avoir vu en 25-24 av. J.-C. à Myos Hormos « jusqu'à cent vingt navires mettre à la voile en direction de l'Inde ».
Pline ajoute des détails sur les conditions de cette navigation : « ils mettent à la voile au milieu de l'été, avant le lever du Chien (Sirius, avant la fin de juillet) ou juste après son lever, et ils arrivent vers le 30e jour à Okelis (au Yémen face à l'île de Périm) ou à Kanê au pays de l'encens ».
De là, les navires peuvent pousser dans différentes directions (Pays Tamil, embouchure de l'Indus, golfe de Kamba, Mangalore, Nelisuram, appelée aussi Nelcynda ou Niranam).
Le Périple de la mer Érythrée ou Périple de la mer rouge est un ouvrage gréco-romain rédigé en grec et décrivant la navigation et les opportunités de commerce existantes entre les ports romains-égyptiens comme « Berenice », sur la côte de la mer Rouge, et ceux de la côte Nord-Est de l'Afrique et de l'Inde. Le texte est daté du milieu du Ier siècle. Bien que l'auteur soit inconnu, l'ouvrage fournit une description de première main d'un connaisseur de la région et se trouve être la source de documentation unique concernant les terres entourant l'océan Indien.
Bien que le titre évoque littéralement « la mer Rouge », il convient de se rappeler que, pour les Grecs de cette époque, cette mer inclut le golfe Persique et l'océan Indien.
Voir aussi les articles détaillés : échanges commerciaux entre la Rome antique et l'Inde, liste des ports antiques, navigation dans l'Antiquité.

### Petra et Palmyre, intermédiaires entre Mer rouge et Méditerranée

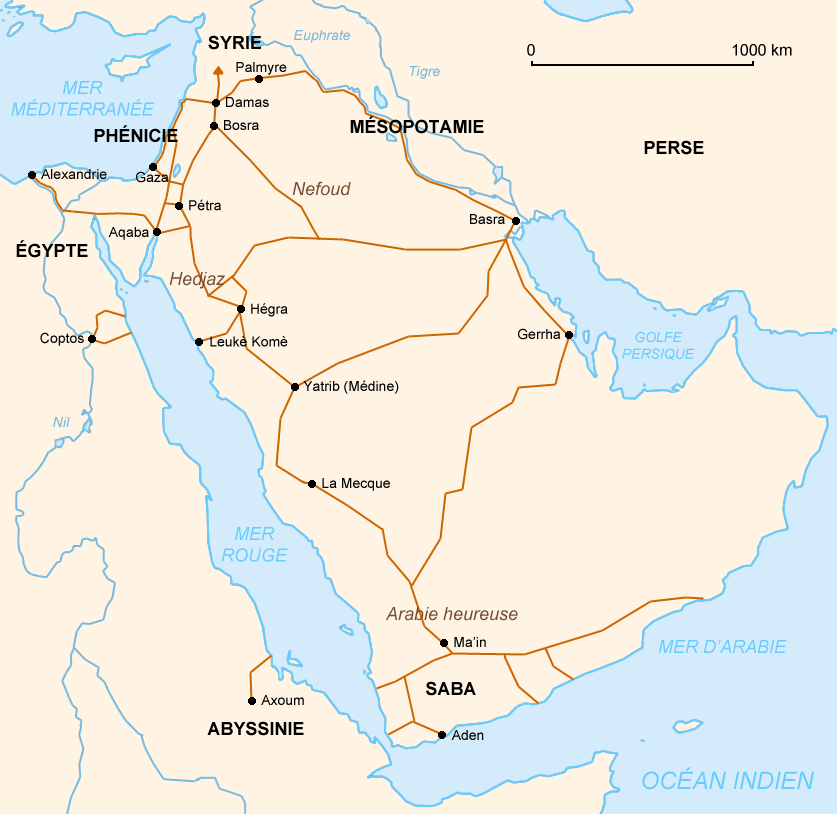
Les routes commerciales terrestres des Nabatéens.

Pour s'éviter une remontée difficile jusqu'à Aqaba, les navires déchargent leur cargaison sur la côte de l'actuelle Arabie, au port de « Leukè Komè » (le village blanc), lequel est relié par la voie terrestre à Pétra, la capitale des Nabathéens. Après le Ier siècle, Palmyre, mieux située, détourne et assure les flux de transbordement.
Voir :
- Routes commerciales, Route de la soie, Route de l'encens, Route de l'ambre, Route des épices…
- Caravane (convoi), Caravansérail
- Radhanites, Livre des Routes et des Royaumes (vers 870, Ibn Khordadbeh), Nestoriens, Khazars
- Commerce transsaharien, Commerce interrégional par caravanes en Afrique de l'Est
- Traite arabe et traite orientale, Traite transméditerranéenne

### Voyages de Marco Polo et route de la soie
- Histoire des bateaux, Navigation maritime, Histoire de la navigation astronomique, Navigation à voile
- Républiques maritimes (Amalfi, Pise, Gênes, Venise, et les autres)
- Découvertes portugaises, Grandes découvertes, Comptoirs, Échelles, Postes de traite

### La Sérénissime République de Venise
- Science et technologie byzantines, Apports byzantins à la Renaissance italienne
- Sciences et techniques dans l'Empire ottoman, Expéditions navales ottomanes dans l'océan Indien

## L'Extrême Orient

### Les expéditions des navigateurs chinois
Les premiers ouvrages chinois relatifs au pilotage côtier ont été écrits sous les Tang (618-907) et l'étude des marées remonte au VIIIe siècle. Le cabotage côtier se développe en mer de Chine à partir du Xe siècle grâce à l'invention du gouvernail d'étambot et au perfectionnement de la construction navale.

### Rôle des pilotes persans et arabes
Vers 750, Abu Obaidah réussit à partir de Mascate à joindre le Golfe de Canton
- Géographie et cartographie dans le monde arabo-musulman médiéval
- Liste de géographes musulmans, Sciences arabes

### Techniques de Navigation
La navigation guidée par les étoiles ou par l'aiguille aimantée paraissent sur les navires chinois au début du XIIe siècle.
Cette nouvelle connaissance marque le point de départ de la navigation vers la haute mer. Ce démarrage semble coïncider avec la Dynastie Song.
L'océan Indien, dénommé « Xiyang », entre alors dans la sphère d'intérêt des chinois qui vont envoyer des grandes « jonques de mer », dès la seconde moitié du XIIe siècle, en direction de la Côte de Malabar.
- Hypothèse de la circumnavigation chinoise

### Batavia et les Hollandais

#### La Compagnie Unie des Indes Orientales
Des informations recueillies auprès des Portugais permettent à une flotte hollandaise de trouver en 1595 le chemin de Java. À force de ténacité, les Hollandais délogent les Portugais de Malacca, Surate, Colombo et Cochin. Soumettant les populations locales à une gestion serrée, les nouveaux colonisateurs vont mettre au point des formules originales et centralisées qui vont se révéler supérieures à celles de leurs concurrents :
- À bord des navires, le « subrécargue » (le koopman) a autorité sur le « capitaine » (le schipper). Il prend toutes les décisions importantes pour le succès de la campagne maritime. Les livres de bord sont remplacés par les livres de compte.
- Tous les efforts sont coordonnés au sein d'une Compagnie fondée en 1602 et financée par des capitaux privés et les banques d'Amsterdam. Disposant d'un pouvoir de décision rapide et flexible, dotée d'un financement adéquat et protégée par des privilèges importants, la nouvelle compagnie surpasse les modèles de gestion de l'époque : les administrations étatiques, lourdes et conservatrices.

La Compagnie Unie des Indes Orientales « coordonne toutes les activités, vérifie les comptes, organise le fonctionnement des comptoirs, définit les cargaisons et fixe leur prix ».
Elle importe des Indes les épices, les cotonnades, les mousselines et pierres précieuses qui font la renommée et la fortune d'Amsterdam.
La Compagnie connait une formidable prospérité entre 1680 et 1720. Pourtant l'esprit de centralisme va trouver sa limite dans l'expansion des activités. Devenue trop vaste, les décisions ne sont mises en œuvre qu'avec retard par des personnels souvent laissés à eux-mêmes. La compagnie sera dissoute en 1798.

#### La fondation de Batavia
La ville est fondée en 1619, à Djakarta, pour être le pivot opérationnel et le port de regroupement et d'éclatement du dispositif commercial. La ville est administrée d'une main de fer par le « Comité des Dix-sept » ; l'objectif est de :
- « négocier les plus bas prix par les moyens les plus vils, mépriser les indigènes, ignorer les européens, se souvenir en cas de doute que les intérêts de la Compagnie écartent a priori toute considération de justice et de droit, et rendent intempestives les tentations humanitaires ».
- « fixer les paramètres d'une politique malthusienne de soutien des cours, par la spécialisation des régions de production, l'instauration de quotas et l'incinération systématique des surplus ».

Bien qu'immensément riche, la ville est affectée par une forte mortalité due à son établissement en zone marécageuse.

#### Le perfectionnement de la navigation
Les navigateurs hollandais, pour profiter des vents porteurs, pratiquent une route vers le Cap de Bonne-Espérance située bien plus à l'est (via le Détroit de la Sonde) que celle empruntée par les Portugais.
Les instruments de navigation se perfectionnent avec « l'Arbalète marine ». La cartographie marine enregistre des progrès décisifs : de 1569 à 1584, des cartographes comme Gerhard Kremer, dit Mercator, introduisent le carroyage qui fait se converger les méridiens aux pôles).

#### Le bilan économique
Si les profits apparents sont élevés (la marchandise est revendue souvent au moins six fois son prix d'achat), la rotation des capitaux est lente (la rotation moyenne des navires dure presque deux ans) et le risque demeure très important : un navire sur trois et un homme sur deux ne rentraient pas à Amsterdam.

## L'ouverture vers l'Extrême Orient

### Saragosse ou le partage des Antipodes
Les premières découvertes de Colomb (1492), réalisées par la voie Ouest, ne peuvent rivaliser avec le progrès de celles faites par la voie Est rencontrées en Asie par les Portugais et les Espagnols tant ces dernières offrent des opportunités commerciales et immédiates de haut rapport : « un ballot de girofle acheté aux Moluques est revendu huit cents fois son prix en Europe ».
Les enjeux révélés par les échanges, notamment avec les Moluques, et les imprécisions quant aux localisations géographiques relancent le contentieux entre les deux puissances maritimes européennes de l'époque. Une nouvelle interprétation du précédent traité de Tordesillas devient nécessaire : sont conclus de 1524 à 1529 de nouveaux accords selon lesquels le Portugal se voit attribuer les Moluques tandis que l'Espagne reçoit les Philippines.

### Mouvements vers la Chine
Au début du XVIe siècle, les premières approches menées par les Portugais en direction de la Chine subissent un échec relatif. Le portugais Tomé Pires arrive à Cathay en 1516 avec une escadre. La volonté affichée de s'installer durablement et le comportement grossier, arrogant des européens vis-à-vis de l'Empereur Zhengde et des populations leur vaut d'être emprisonnés et déclarés indésirables en 1521.
Faute d'arriver à leurs fins, les Portugais organisent des réseaux de trafic contrebandier, contrôlent le détroit de Malacca et annexent l'île de Bintan (au large de Singapour, dans l'archipel des îles Riau).
Avec le temps, les Portugais réussissent à obtenir vers 1550 de l'empereur Jiajing le droit d'escale précaire sur l'île de Sanchao (Sangquan) au large de Canton.
On notera que c'est sur cette île qu'arrive en septembre 1552, saint François-Xavier qui cherche le moyen de pénétrer en Chine.

## L'effort français
Le mouvement est ancien : les frères Jean et Raoul Parmentier (1494-1529 et 1499-1529) sont des navigateurs qui voyagent entre autres pour l'armateur dieppois Jean Ango. Ils sont les premiers Français à doubler le cap de Bonne-Espérance. Mais ces efforts ne débouchent pas dans l'immédiat par une exploitation commerciale. Plus tard, Richelieu échoue dans le projet de fonder une « Société maritime et commerciale du Morbihan ».
L'effort français en direction des Indes se concentre dans un premier temps sur Madagascar. En 1619, naît et disparait la très éphémère « Compagnie des Indes orientales ». La Compagnie de Rigault ou de Madagascar qui lui succède en 1649 s'installe sur l'Île à Sainte-Luce, puis dans la colonie de Fort-Dauphin. Les Français, derniers arrivés, participent aux trafics liés à l'esclavage à Madagascar, initiés depuis le Xe siècle par les Arabes, puis par les Portugais, Hollandais et Anglais. Fort-Dauphin, qui n'offre pas de sécurité suffisante, doit être évacué en 1674, et les colons se replient sur l'Île Bourbon (La Réunion) où ils s'enracinent et à partir de laquelle ils revendiquent (1715-1721) la propriété de l'Île de France (Ile Maurice).

### Colbert et la Marine
L'action de Colbert sur le renouveau de la marine française fut décisif. Au début du Grand Siècle :
- la flotte royale française compte 22 unités contre 95 aux Anglais et 85 aux Hollandais.
- la flotte marchande française compte tout au plus 2 500 navires alors que les Hollandais en alignaient près de 18 000.

En près d'un quart de siècle, le Ministre de Louis XIV va tenter de renverser la hiérarchie, au moins pour ce qui est de la Marine Royale. Au début du XVIIIe siècle, celle-ci est la première du monde avec 177 vaisseaux de guerre (71 chez les Anglais et 61 chez les Hollandais).

### La Compagnie et le Port de l'Orient
Les débuts de la «Compagnie des Indes françaises» commencent avec un temps de retard et sont difficiles :
- Les puissances étrangères sont déjà largement implantées en Asie et verrouillent leurs positions.
- Les financiers hésitent à souscrire et la constitution du Capital de la compagnie se fait sous la pression de l'État.
- Les idées de commerce au long cours trouvent difficilement leur place dans le contexte mercantiliste (frein aux imports, développement des exports).
- Sur le plan technique, les arsenaux vénitiens ou hollandais ont une longueur d'avance dans la réalisation des navires long-courrier.

Pourtant Colbert crée en 1664 le « port de l'Orient », à l'embouchure du Blavet et du Scorff, face à Port-Louis, pour être le site commercial et logistique principal de la nouvelle compagnie.